# アルケオポーン
アルケオポーン（古希: Άρκεοφών, Arkeophōn）は、ギリシア神話の人物である。長音を省略してアルケオポンとも表記される。キュプロス島の都市サラミースに住むフェニキア人の男性で、両親の代にキュプロス島に移住し、莫大な財産を持っていた。

## 神話
ヘレニズム時代の詩人ヘルメーシアナクスの現存しない作品『レオンティオン』に基づくアントーニーヌス・リーベラーリスの物語によると、アルケオポーンはサラミース王の1人ニーコクレオーンの娘アルシノエーに恋をした。彼はアルシノエーに求婚した際に、他の求婚者を凌ぐ結納の品を約束したが、王は身分違いであるとして取り合わなかった。しかしそのことがアルケオポーンの恋を一層燃え上がらせた。彼は毎夜アルシノエーの家に通い、同じ年ごろの男たちと家の前で過ごしたりしたが、それで何かが変わるわけでもなかった。そこでアルケオポーンはアルシノエーの乳母に頼みこみ、莫大な報酬と引き換えに、相手の親を介せずに2人の仲を取り持ってもらおうとした。しかしアルシノエーがそのことを父に告げたため、ニーコクレオーンは乳母を残虐な方法で罰して追い出した。この様子を見た愛と美の女神アプロディーテーは強い憤りを覚えたという。
やがてアルケオポーンはアルシノエーに対する強い情熱ゆえに深い不安に陥り、食事を断って餓死した。人々はアルケオポーンの死を悲しんで荼毘に付したが、アルシノエーは高慢にもその光景を見たいと思い、密かに館の中から火葬の様子を眺めた。するとアプロディーテーはアルシノエーの心根を嫌悪し、彼女の両足を大地に固定して石に変えた。